# Matalajärvi (sjö i Finland, Lappland, lat 68,62, long 22,58)
Matalajärvi är en sjö i Finland. Den ligger i kommunen Enontekis i landskapet Lappland, i den norra delen av landet, 900 km norr om huvudstaden Helsingfors. Matalajärvi ligger 421 meter över havet. Arean är 77,4 hektar och strandlinjen är 5 kilometer lång. Sjön  ingår i Torne älvs huvudavrinningsområde.   Omgivningarna runt Matalajärvi är i huvudsak ett öppet busklandskap.